# Salvia aurea
Salvia aurea  (лат.) — вид рода Шалфей (Salvia) семейства Яснотковые (Lamiaceae).

## Ареал
Растения встречаются в Южно-Африканской Республике в Капской провинции.

## Биологическое описание
Раскидистый кустарник со стеблями до 2 метров.
Листья округлые, опушенные, серо-зелёного цвета, ароматные.
Цветки изначально ярко-жёлтые, а затем их цвет изменяется на оранжево-коричневый; цветение происходит с июня по декабрь.

## Культивирование
Salvia aurea выращивается в качестве декоративного садового растения.

## Использование в медицине
Растение используется для приготовления чая от кашля, простуды, бронхита и гинекологических проблем. Традиционные коренные целители используют его для лечения респираторных заболеваний, гриппа, гинекологических проблем, лихорадки, головных болей и расстройства пищеварения.